# Asmodée Editions
Asmodée Éditions ist ein französischer Spieleverlag und zentraler Teil der Asmodée-Gruppe, dem weltweit größten Spieleverlag. Das Unternehmen wurde 1995 von früheren Angestellten des Rollenspielverlages Siriz Productions gegründet. Als Verlag veröffentlicht Asmodée eigene Spiele sowie französische Ausgaben der Spiele anderer Verlage, in den diversen Studios der Gruppe werden jedoch durch mehrere zugekaufte Verlage mittlerweile Spiele in weiten Teilen Nordamerikas und Europas und in mehreren Sprachen aufgelegt und vertrieben.

## Profil und Geschichte
Asmodée vertrieb ursprünglich Spiele der Marken Descartes Editeur und Eurogames, die sie übernommen haben, allerdings wurden unter diesen Marken seit dem Kauf keine Neuerscheinungen platziert.
Im Jahr 2014 schloss sich Asmodée mit dem amerikanischen Spieleverlag Days of Wonder sowie kurz darauf auch mit Fantasy Flight Games zusammen, die seitdem als eigenständige Studios unter dem Dach der Asmodée-Gruppe arbeiten. 2016  erwarb Asmodée die englischsprachigen Rechte an Catan-Spielen von der Firma Mayfair Games und gründete als neues Studio Catan Studio, Inc.
2016 wurde außerdem F2Z Entertainment (Z-Man Games, Plaid Hat Games und Filosophia) übernommen und am 2. Januar 2017 verkündeten Asmodée und der deutsche Spieleverlag Heidelberger Spieleverlag ihre Fusion. Direkt darauf folgte die Übernahme des spanischen Spieleverlags Edge Entertainment. 2018 wurde auch der bis dahin eigenständige deutsche Verlag Lookout Games von Asmodée übernommen.
Nach dem Erwerben dieser großen Spieleverlage und zusammen mit weiteren Übernahmen und dem Erwerb der Rechte an der Familienspielserie Spot-It! im Jahr 2015 kontrolliert Asmodée heute die Rechte zu zahlreichen populären Spielen und Spielserien wie Zug um Zug, Dixit, Citadels, Small World, 7 Wonders und Catan.
Im Dezember 2021 gab der schwedische Medienkonzern und Hersteller von Computerspielen Embracer Group bekannt, Asmodee für 2,75 Milliarden Euro übernehmen zu wollen.
Kurz nach dem Kauf durch Embracer investierte die Savvy Gaming Group, ein Unternehmen, das sich vollständig im Besitz des saudi-arabischen Public Investment Fund befindet, im Juni 2022 rund 1 Milliarde Dollar in Embracer, was etwa 8 % der Anteile an dem Unternehmen entspricht.
Insgesamt gehören zu Asmodée international die folgenden Studios:
- Days of Wonder
- Space Cowboys
- Fantasy Flight Games
- Asmodee Studio
- Catan Studio
- Z-Man Games
- Plaid Hat Games
- Edge Entertainment
- Pearl Games
- Ystari
- Lookout Games
- Exploding Kittens
- Access
- Zygomatic
- Plan B
- Libellud
- Atomic Mass Games
- Repos Production
- Edge Entertainment
- Pearl Games
- Bezzerwizzer Studio
- Mixlore
- Purple Brain
- Space Cow
- Unexpected Games
- Gamegenic

HeidelBÄR, ehemals Heidelberger Spieleverlag war zwischenzeitlich Teil von Asmodée, ist seit 2019 wieder selbstständig.
Hinzu kommen zahlreiche Partnerschaften mit Verlagen, mit denen Asmodée gemeinsam Spiele entwickelt und deren Spiele international über Asmodée vertrieben werden.

## Digitale Spiele
Zusätzlich zu ihren physischen Veröffentlichungsrechten hat Asmodée begonnen, Videospiele, die auf ihren Brettspielmarken basieren, für den PC und Mobilgeräte zu entwickeln. Viele davon bauen auf Softwarebibliotheken auf, die Days of Wonder für ihre digitale Version von Zug um Zug erstellte. Im Januar 2017 hat die Firma digitale Versionen von Mysterium und Potion Explosion veröffentlicht, zusätzlich zu den existierenden Titeln von den erworbenen Firmen. Philippe Dao, der Chief Marketing Officer für Asmodee Digital, kündigte 20 weitere Spiele bis Ende 2017 an. 2022 wurde Asmodee Digital zu Twin Sails Interactive umbenannt.
Im Oktober 2017 haben Asmodée und Fantasy Flight Games die Gründung von Fantasy Flight Interactive angekündigt. Dies ist ein Arm der fusionierten Firmen, der physische Brettspiele von Fantasy Flight Games digital implementieren soll.
Im Februar 2021 übernahm Asmodée die weltweit größte Online-Brettspielplattform Board Game Arena mit über 6 Millionen Mitgliedern.

## Spiele
Bekannte Spiele von Asmodée sind:
- Ca$h ’n Gun$
- Diplomacy
- Dungeon Twister
- Formula Dé
- Ghost Stories
- Hanabi
- Jungle Speed
- Liar’s Dice
- Dobble
- Die Werwölfe von Düsterwald
- Jaipur
- Twilight Imperium
- Time Stories
- 7 Wonders
- Arkham Horror
- Zug um Zug
- Exploding Kittens
- Die Siedler von Catan

Asmodée besitzt außerdem die französischen Veröffentlichungsrechte zu WizKids- und Pokémon-Gesellschaftsspielen.

## Belege
1. ↑  W. Eric Martin: Asmodée Buys Days of Wonder. 25. August 2014, abgerufen am 29. Januar 2016 (englisch).
2. ↑  Forbes Magazine: Fantasy Flight Games Merging With Asmodée. 17. November 2014, abgerufen am 20. November 2014 (englisch).
3. ↑  Charles Rice: Asmodée Acquires Catan™ from Mayfair Games. 7. Januar 2016, archiviert vom Original am 1. Februar 2016; abgerufen am 29. Januar 2016 (englisch).
4. ↑  ICv2: Asmodée Acquiring F2Z Entertainment. 22. Juli 2016, abgerufen am 22. Juli 2016 (englisch).
5. ↑  Edgeent: Asmodée Acquiring Edge Entertainment. 3. Januar 2017, abgerufen am 21. April 2017 (englisch).
6. ↑  Asmodée: Asmodée acquires the rights to Spot It! Game. 2. Juli 2015, archiviert vom Original am 8. Januar 2016; abgerufen am 29. Januar 2016 (englisch).
7. ↑  Sam Machkovech: Asmodée becomes board gaming’s new monster, acquires English rights to Catan. 8. Januar 2016, abgerufen am 29. Januar 2016 (englisch).
8. ↑  Embracer Group will Brettspielhersteller Asmodee kaufen. In: gameswirtschaft.de. 15. Dezember 2021, abgerufen am 24. Dezember 2021.
9. ↑  Danielle Partis: Saudi Arabia acquires 1bln stake in Embracer Group. In: GamesIndusty.biz. 8. Juni 2022, abgerufen am 20. Januar 2013.
10. ↑  About us auf der Website von Asmodée; abgerufen am 26. August 2018.
11. ↑  Partnerverlage (Memento vom 31. Mai 2018 im Internet Archive) auf der Website von Asmodée; abgerufen am 21. Januar 2020.
12. ↑  Charlie Hall: Digital board games are booming, and one company is holding an awful lot of cards. In: Polygon. 27. Januar 2017, abgerufen am 27. Januar 2017 (englisch).
13. ↑  Asmodee Digital firmiert um zu Twin Sails Interactive. Abgerufen am 27. August 2024.
14. ↑  Mike Minotti: Asmodée partners with Fantasy Flight for new digital board game studio. In: Venture Beat. 24. Oktober 2017, abgerufen am 24. Oktober 2017 (englisch).
15. ↑  BRANCHE // ASMODEE kauft BOARD GAME ARENA. Abgerufen am 8. Juni 2021.
16. ↑  Spiele Brett- und Kartenspiele online im Browser. Abgerufen am 8. Juni 2021.